# CV-4661
La CV-4661 es una carretera competencia de la Generalidad Valenciana. Es el Acceso de Contreras. Inicia su recorrido en la N-3 Carretera Madrid-Valencia a la altura del Embalse de Contreras y finaliza enlazando con la A-3 y de nuevo la N-3 junto al Acceso a Villargordo del Cabriel en la primera de estas.

## Nomenclatura
La  CV-4661  pertenece a la red de carreteras de la Generalidad Valenciana. Su nombre viene de la CV (que indica que es una carretera autonómica de la Comunidad Valenciana) y el 4661, es el número que recibe dicha carretera, según el orden de nomenclaturas de las carreteras de la Comunidad Valenciana. Si todavía fuera gestionada por el estado su nombre sería el de  N-3a 

## Historia
Esta carretera se trata en realidad del antiguo trazado de la N-III, que estuvo vigente hasta 1970 en el que la carretera descencia el puerto de montaña para atravesar el Rio Cabriel por un puente convencional. Al construir la nueva N-III sobre la presa de contreras la carretera se quedó como carretera satélite y de acceso a la zona con el nombre de  V-815 . Tras el traspaso a la Generalitat Valenciana de la Red Secundaria de Carreteras del estado la carretera obtuvo la categoría de carretera local y el nombre de  CV-4661  siendo arreglado y adecuado el tramo N-3 - Cabriel y abandonado y cerrado el tramo Cabriel - A-3, no obstante todavía se puede recorrer pudiendo gozar el trazado de los años 70 sin ninguna modificación, eso si muy deteriorado.

## Trazado
La CV-4661 comienza en el enlace con la N-3 . Desciende el puerto de montaña y llega a Contreras donde finaliza el tramo transitable. Después cruza el río Cabriel y continua a través del antiguo puerto de montaña hasta que enlaza con la A-3 en el empalme con la N-III a la altura de Villargordo del Cabriel